# Guatevisión
Guatevisión ist ein guatemaltekischer Fernsehsender. Der Sender startete am 20. März 2003.

## Geschichte
Guatevisión wurde im Jahr 2003 als Abonnementfernsehkanal von einer Gruppe von Geschäftsleuten ins Leben gerufen, die mit Univision (USA), Televisa (Mexiko), Rede Globo (Brasilien) und Venevisión (Venezuela) Vereinbarungen über die Übertragung von Programmen unterzeichnet hatten. Am 28. April 2011 wurde Guatevisión ein offener Fernsehsender, als die landesweite Ausstrahlung auf Kanal 25 der UHF-Band begann.

## Sendungen

### Aktuelle Programmierung
- Viva la mañana
- Menú para todos
- Noticiero Guatevisión
- ¡Pilas mucha!
- Sin filtro
- DXTV
- Desafíos
- El club de las mascotas
- Huitevisión
- Los secretos mejor guardados
- A fondo
- Chiquirrines club
- Sagrada devoción
- Bienes inmuebles.tv
- Las inolvidables
- Diálogos con Haroldo Sánchez
- Visión rural
- TV agro Guatemala

### Ehemalige Programmierung
- TVeo en el recreo
- Vos al aire
- Finca Kids
- Guate está sonando
- Una noche con veneno
- Punto G
- Circuito 15
- Casa de Dios
- Un show con Tuti
- Sin reservas
- Acción positiva
- ¡Ponle play!
- ¡Dale que va!